# Scorpaenopsis oxycephala

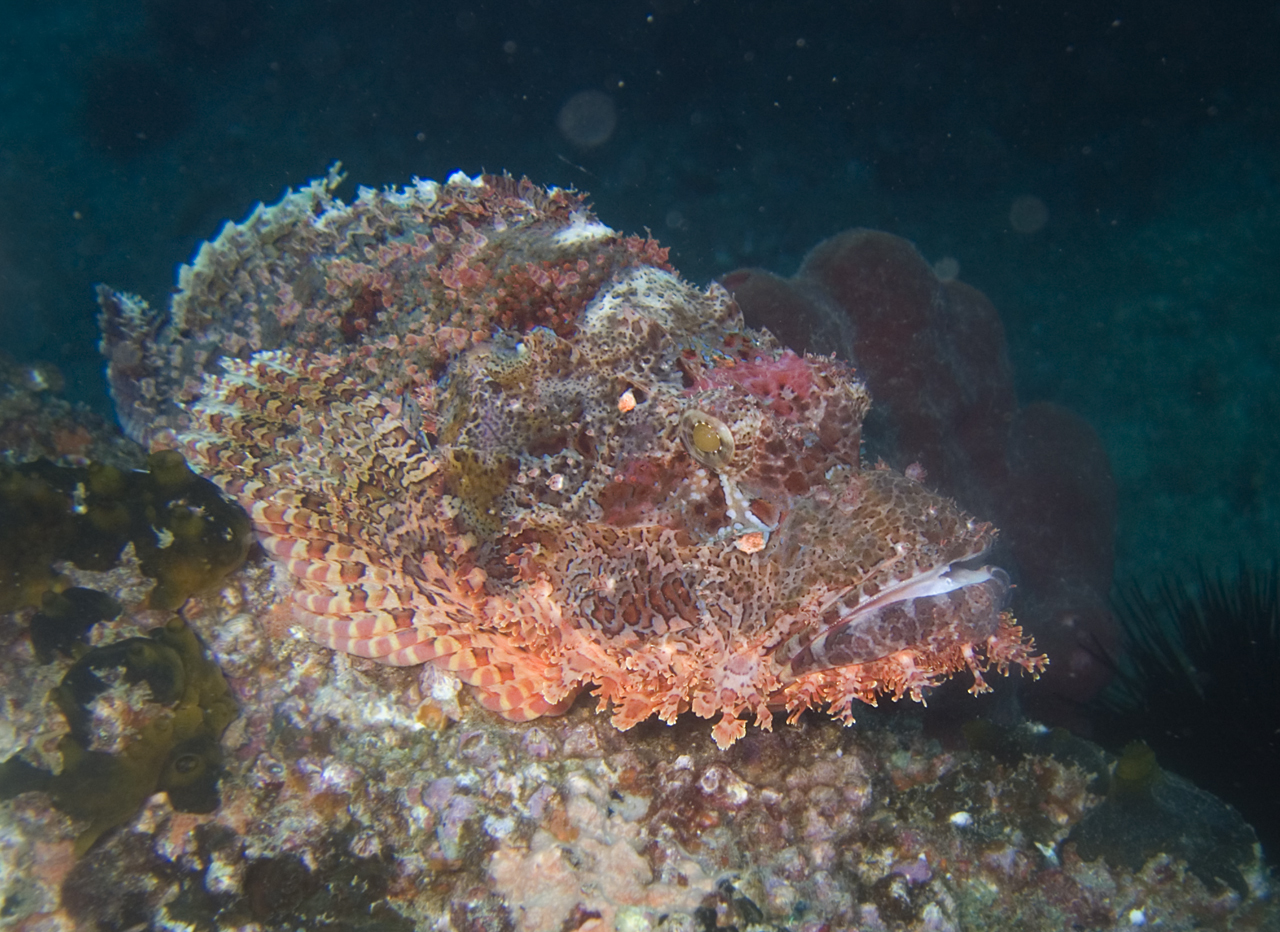
Exemplar fotografiat a Moçambic

Scorpaenopsis oxycephala és una espècie de peix pertanyent a la família dels escorpènids.

## Descripció
- Fa 36 cm de llargària màxima (normalment, en fa 30).
- Coloració molt variable.
- Té espines verinoses.[2]

## Hàbitat
És un peix marí, associat als esculls de corall i de clima tropical (27°N-6°N) que viu entre 1-250 m de fondària.

## Distribució geogràfica
Es troba des del mar Roig i Sodwana Bay (Sud-àfrica) fins a les illes Mariannes, Taiwan, Palau i Guam.

## Observacions
És verinós per als humans.